# Меркушов, Василий Александрович
Василий Александрович Меркушов (8 декабря 1884, Севастополь — 4 декабря 1949, Париж) — российский офицер-подводник, Капитан 1-го ранга, участник Первой мировой войны, писатель. Один из первых офицеров-подводников, прославился как командир подводной лодки «Окунь». Во время гражданской войны в России был участником Добровольческой армии. Жил и умер во Франции, неоднократно публиковался в эмигрантских печатных изданиях, оставил мемуары.

## Биография

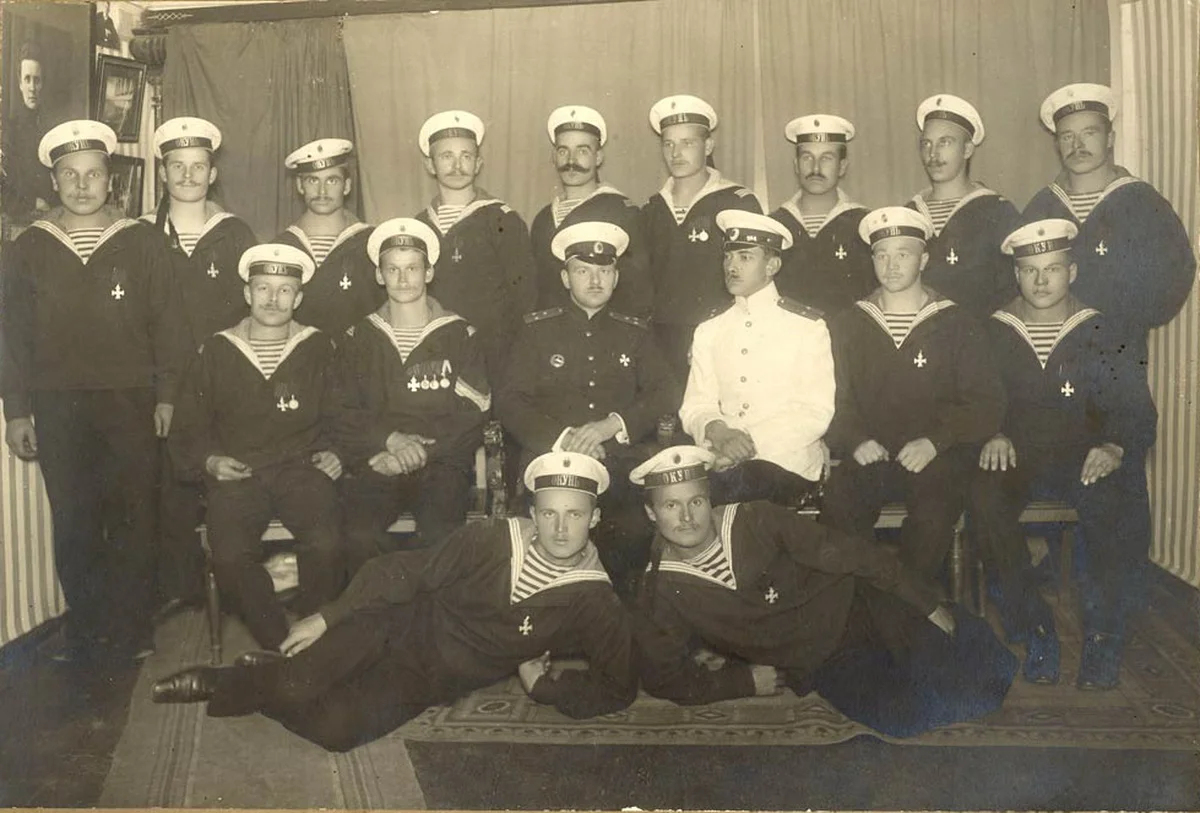
Экипаж подводной лодки «Окунь» после награждения Георгиевскими крестами. В центре, в тёмном мундире, командир, В. А. Меркушов

В 1898 поступил в Морской кадетский корпус гардемарином (1.09.1898).
В 1905 произведён в мичмана с назначением в 19-й флотский экипаж (21.02.1905). 28 апреля 1905 года предписанием штаба 2-й флотской дивизии за № 436 назначен на подводную лодку «Сиг» для обучения подводному плаванию. 29 апреля 1905 года отправился в Порт Императора Александра III по назначению.
3 сентября 1907 года приказом по Морскому ведомству переведён в Сибирский флотский экипаж. В декабре 1908 года во Владивостоке, командуя подводной лодкой «Кефаль», участвовал в уникальном эксперименте — погружении под лед Амурского залива. 6 декабря 1909 года присвоено звание лейтенанта.
15 октября 1910 года переведён в Балтийский флот. В 1911 назначен старшим помощником командира подводной лодки «Аллигатор».
16 ноября 1912 года назначен командующим подводной лодки «Окунь».

### Участие в Первой Мировой войне
21 мая 1915 года, находясь в Балтийском море, «Окунь» встретил соединение немецких броненосцев, шедших в охранении миноносцев. Преодолев охранение, «Окунь» атаковал один из кораблей, а следующий за ним, обнаружив лодку, пытался её таранить. «Окунь» успел дать торпедный залп и погрузиться, хотя был сильно помят корпусом немецкого корабля. За эту атаку, вынудившую неприятельские корабли к отходу, командир лодки был удостоен ордена Святого Георгия 4-й степени, а команда — Георгиевских крестов той же степени.
В июне 1915 года близ Виндавы «Окунь» атаковал немецкий крейсер «Аугсбург», за что лейтенант Меркушов был награждён Георгиевским оружием и Кавалерским крестом французского ордена Почетного Легиона.
26 ноября 1915 года присвоено звание старший лейтенант — «За отличие по службе».
В конце 1915 получил травму позвоночника при таране «Окуня» линейным кораблем «Виттельсбах», из-за неё он не мог больше служить на подводных лодках и был переведен в Минную дивизию.
3 апреля 1916 года назначен старшим офицером эскадренного миноносца «Гавриил». 5 марта 1917 года, в первые дни Февральской революции, по требованию команды В. А. Меркушов как приверженец свергнутого режима отстраняется от должности старшего офицера «Гавриила» и переводится на берег, в Службу связи Балтийского моря .
В 1918 после заключения Брестского мира перебирается в Одессу. Здесь с 18 июля 1918 года он числится в резерве чинов флота.

### Участие в Гражданской войне
В ноябре 1918 года в составе добровольческих частей генерал-майора А. Н. Гришина-Алмазова участвует в освобождении Одессы от петлюровцев.
7 декабря 1918 года получил звание Капитан 2 ранга.
7 августа 1919 года он назначается начальником отряда высадки, с которым уже 10 августа участвует в десанте у Сухого лимана и занятии Одессы Вооруженными Силами Юга России. С 11 сентября по 5 ноября 1919 года командовал вспомогательным крейсером «Цесаревич Георгий», совместно с сухопутными частями участвовал в ликвидации повстанческих отрядов Махно на побережье Азовского моря, занятии Бердянска.
С января 1920 года состоял при штабе Главнокомандующего Вооруженными Силами Юга России. 19 мая 1920 года произведен в капитаны 1 ранга. В марте 1920 года был назначен комендантом парохода «Харакс», в ноябре эвакуировавшего из Керчи донских казаков. 23 января 1921 года старший морской начальник в Константинополе подписал приказ о демобилизации парохода, принадлежавшего Русскому обществу пароходства и торговли.

### Эмиграция

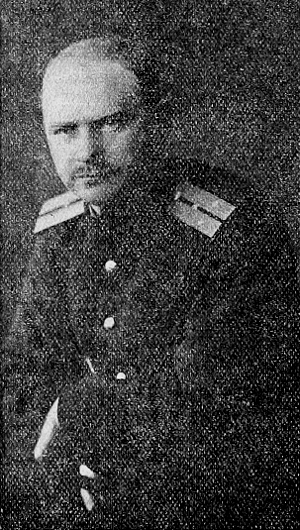
В эмиграции.

Первое время после эвакуации из Крыма Василий Александрович живёт на Принцевых островах, расположенных в Мраморном море неподалеку от Константинополя. В «Списке русских граждан, эвакуированных из России и поселившихся на Принцевых островах», хранящемся в Государственном архиве Российской Федерации (ф. 5982, оп. 1, д. 149), под № 69 числятся: «Меркушов Василий Александрович, 36 лет, капитан 1 ранга, прибыл из Севастополя» и «Меркушова Мария Ивановна, 33 лет, прибыла из Севастополя».
В ноябре 1922 года, командуя буксиром «Скиф», принял участие в перегоне русских тральщиков и буксиров, реквизированных французским правительством, из Константинополя в Марсель. Во Франции сначала жил неподалеку от Лиона, где был рабочим на заводе «Грамон», выпускавшем электрические кабели. Потом обосновался в Париже, жил, преодолевая прогрессирующие болезни; к концу жизни с трудом передвигался и ослеп на один глаз.
В эмиграции Меркушов написал две книги — «Подводники. (Очерки из жизни русского подводного флота 1905—1914 гг.)» и «Дневник подводника». О масштабах работы говорит такой факт: машинопись трёх томов «Дневника подводника» насчитывала 1983 страницы, не считая карт, планов, текстовых приложений. А была ещё и третья рукопись — «Агония Ревеля» (о событиях февраля 1918 г.). Но ни одна из этих книг не была издана за рубежом. В. А. Меркушов также сотрудничал с русским военно-морским журналом «Часовой», издававшимся в Париже. В нём имеется 41 его прижизненная публикация и несколько материалов, опубликованных после смерти. Кроме того, с 1927 года статьи Меркушова появлялись в парижских газетах «Возрождение» и «Русский инвалид», а с 1947-го — в «Русской мысли». Публикации работ В. А. Меркушова в России начались только в постсоветское время.
Скончался 4 декабря 1949 года, похоронен на кладбище Сент-Женевьев-де-Буа в Париже.

## Семья
Отец — Александр Васильевич Меркушов, происходил из потомственных дворян Таврической губернии. Дед Василий Сидорович Меркушов был поручиком морской артиллерии участвовал в обороне Севастополя, был награждён орденом Св. Анны 4-й степени с надписью «За храбрость», произведен в штабс-капитаны и получил права потомственного дворянина. В 1858 году в чине капитана по адмиралтейству он вышел в отставку. Жил в Севастополе, имел троих сыновей: Петра, Митрофана, Александра и дочь Анну.
Жена — Меркушова Мария Ивановна (урождённая Воронцова-Вельяминова) (1887-28.02.1962). Детей у супругов Меркушовых не было.

## Оценки и мнения
Друг Василия Меркушова Василий Орехов, издатель журнала «Часовой», отзывался о нём:
Вся его жизнь была посвящена России и ее флоту. Он не переставал все время эмиграции быть его трубадуром. Одиннадцать лет подводного плавания поставили его имя на одно из самых уважаемых мест среди наших моряков.
Человек смелого, независимого и рыцарского характера, Василий Александрович был любим, ценим и уважаем всеми его начальниками, друзьями и сотрудниками.Владимир Лобыцын

## Сочинения
- Меркушов В. А. Записки подводника 1905—1915 / Составитель и научный редактор В. В. Лобыцын.. — М.: «Согласие», 2004. — 624 с. — 1000 экз. — ISBN 5-86884-094-1.
- Меркушев В. А. Подвиг «Окуня». // Морской сборник. — 1997. — № 2. — С.88—94.